# ホテルメトロポリタンエドモント
- JR東日本ホテルズ > メトロポリタンホテルズ > ホテルメトロポリタンエドモント
- 日本ホテル > ホテルメトロポリタンエドモント

ホテルメトロポリタン エドモント（Hotel Metropolitan EDMONT）は、東京都千代田区飯田橋3-10-8にあるシティホテル。経営はJR東日本グループの日本ホテル株式会社。

## 概要
日本国有鉄道が51.2%、西武セゾングループ（西洋環境開発）が31.1%など出資して株式会社ホテルエドモント（設立時は飯田町会館）を設立。同社が飯田町駅前の国鉄官舎跡地を再開発し、1985年6月30日にホテルエドモント（Hotel EDMONT）を開業した。会員制を導入し、固定客の確保に努めた。
飯田町駅ではエドモンソン券（切符）の配送を扱っていたことから、名称や建物の外観カラーはエドモンソン券（A券）から採り入れられたものである。本館はホテルメトロポリタンの半分の規模であるが、開業時の統括料理長として当時日本人で唯一ミシュランガイドで三ッ星を達成していた中村勝宏を招聘し、イーストウィング増築までは会食分野に重点を置いた運営を行い、食のエドモントとして知られていた。
国鉄分割民営化後は東日本旅客鉄道に経営権が承継された。ホテルメトロポリタン（池袋）が2003年度まで東武鉄道との共同経営であったことや千代田区に立地していることから、同ホテルや東京ステーションホテルと並びJR東日本ホテルズの旗艦店の位置付けにおかれている。また、各種利用料金が優遇される会員組織「エドモント倶楽部」（入会金70万円・預託金340万円。リゾート会員権と同等のシステム）が存在する。

もともと東京メトロ東西線乗車で東京ディズニーリゾートの下車駅である浦安駅へのアクセスが容易で、東京ディズニーシーのオープンにより宿泊需要の拡大が見込まれたことから、2003年3月27日にJR貨物飯田町駅跡地および周辺の再開発事業である飯田町土地区画整理事業アイガーデンエア内にツインルームを中心とした新館・イーストウィングを増築オープンし、家族連れやグループ客の宿泊利用に応需するようになった。同時にホテル名を現名称へ改め、メトロポリタンホテルズのカテゴリーに組み入れられた。客室数は本館・イーストウィングあわせて665室ある。
1999年にイートインを併設したベーカリーショップ「カフェ・ド・エドモント」をJR飯田橋駅東口コンコースに出店。その後、「Edy's Bread（エディーズ・ブレッド）」の店名で都区内の駅ナカに展開している。2014年に子会社のメトロポリタンフーズに事業譲渡しているが、名称は当ホテル名が由来となっている。
また、エドモンくんという熊のシェフの姿をした当ホテルのマスコットキャラクターが存在する。

## 沿革
- 1980年（昭和55年）8月23日 - 株式会社ホテルエドモント設立。
- 1985年（昭和60年）6月30日 - ホテルエドモント開業。
- 1998年（平成10年）12月 - 外販事業の第1号店を吉祥寺ロンロンに出店し中食事業に進出。
- 1999年（平成11年）7月 - ベーカリー事業本部を立ち上げ、JR飯田橋駅東口コンコースに「カフェ･ド･エドモント」を開店。
- 2001年（平成13年）- 飯田町土地区画整備事業区域の中央街区内で新館を着工。
- 2002年（平成14年） - 東京ディズニーリゾート・グッドネイバーホテルに加盟。
- 2003年（平成15年）
  - 3月27日 - 「ホテルメトロポリタン エドモント」へホテル名を変更[4]。アイガーデンエアに新館（イーストウィング）が開業（客室数220室増）[4]。
  - 5月 - Dila 阿佐ヶ谷にベーカリーショップ「Edy's Bread」を初出店。
- 2007年（平成19年）4月 - 株式会社ホテルエドモントが日本ホテルに吸収合併され法人格消滅。
- 2009年（平成21年）2月 - カフェ・ド・エドモントを「Edy's Bread Mini 飯田橋店」に転換。
- 2012年（平成24年） - ベーカリー事業本部を日本ホテル子会社のメトロポリタンフーズ株式会社に分割譲渡。
- 2020年 (令和2年) 12月31日 - この日をもって、東京ディズニーリゾート・グッドネイバーホテルを契約満了により離脱。
- 2021年 (令和3年) 4月3日 - 本館10・11階に開業以来初の本格改装となる新スタイルの「エドモントスタンダード（18m2・150cm幅クイーンダブルベッド）」、「エドモントスーペリア（26m2・180cm幅キングダブルベッド）」客室が稼働。12階のエドモントフロアは小改良。
- 2023年（令和5年）11月10日 ‐ 本館第2期改装、4・5階の客室を「エドモントスタンダード」、「エドモントスーペリアツイン（26m2・110cm幅シングルベッド2台）」の2タイプに更新。4階にはコインランドリーとベンチソファスペースを備えた「ランドリーラウンジ」とジムを設置。

## 交通アクセス
- 鉄道
  - JR中央・総武緩行線 飯田橋駅東口より徒歩5分
  - 東京メトロ東西線・都営地下鉄大江戸線飯田橋駅A2出口より徒歩5分、A5出口（東西線専用改札）より徒歩2分
  - JR中央・総武緩行線 水道橋駅西口より徒歩5分